# Norwood Russell Hanson
Norwood Russell Hanson (né le 17 août 1924 dans le Comté de Cortland, New York – mort le 18 avril 1967) est un philosophe des sciences américain. Son ouvrage le plus connu est Patterns of Discovery (1958), dans lequel il souligne que ce qui est perçu n'est pas ce que nos sens enregistrent, mais plutôt une information sensorielle filtrée par nos préconceptions, concept qui sera plus tard nommé thematic framework. Il a également travaillé sur une formulation logique permettant d'expliquer l'émergence des découvertes scientifiques. Pour cela, il a utilisé la notion d'abduction de Charles Sanders Peirce.
Hanson est un adepte et défenseur de l'école de Copenhague.

## Biographie
Hanson commence une carrière musicale, étudie auprès de William Vacchiano et joue à Carnegie Hall. Il interrompt sa carrière lorsqu'il s'engage dans la United States Coast Guard lors de la Seconde Guerre mondiale. Il est transféré au United States Marine Corps, où il reçoit un entraînement comme pilote de combat. De retour à la vie civile, il bénéficie du G.I. Bill et obtient un diplôme de l'université de Chicago et de l'université Columbia. 
Bénéficiant du programme Fulbright, Norwood Hanson déménage avec sa femme au Royaume-Uni en 1949.
En 1957, Hanson retourne aux États-Unis et fonde le département d'histoire et de philosophie des sciences à l'université de l'Indiana à Bloomington. Il devient membre de l'Institute for Advanced Study. En 1963, il déménage pour travailler à l'université Yale. 